# Elk Rapids
Elk Rapids é uma vila localizada no estado americano de Michigan, no Condado de Antrim.

## Demografia
Segundo o censo americano de 2000, a sua população era de 1700 habitantes.
Em 2006, foi estimada uma população de 1707, um aumento de 7 (0.4%).

## Geografia
De acordo com o United States Census Bureau tem uma área de
5,2 km², dos quais 4,3 km² cobertos por terra e 0,9 km² cobertos por água.

## Localidades na vizinhança
O diagrama seguinte representa as localidades num raio de 24 km ao redor de Elk Rapids.